# Кьонигсбергска синагога
Вижте пояснителната страница за други значения на Кьонигсберг.
Кьонигсбергската синагога (на немски: Neue Liberale Synagoge Königsberg) е последната синагога в Кьонигсберг.
Унищожена е до основи в края на август 1944 г. в резултат от бомбардировките на града от британските кралски военновъздушни сили.

## История
Еврейската община на Кьонигсберг се образува във времето от 1671 г. до 1756 г., като при преброяването през последната година наброява 307 евреи. Първата синагога в града е издигната през 1680 г. в Трагхайме – по онова време извън пределите на града. В 1756 г. с разрешението на пруския крал Фридрих II в района Форщадт е издигнато зданието на друга синагога, което изгаря при пожар през 1811 г. Новото здание на тази синагога е издигнато през 1815 г. (годината на Виенския конгрес) на мястото на изгорялата сграда – „Синагогенщрасе“ №2.
Ортодоксалните юдеи се отличават от останалата и либерална градска еврейска общиност. Те създават своя община – „Адат Израел“, и през 1893 г. издигат своя синагога на „Синагогенщрасе“ №14. Повод за издигането на сградата става закупеният от ортодоксалната общност орган през 1870 г. Сградата е издигната през 1894 – 1896 г., като тази последна синагога става известна като Новата синагога, а другата – намираща се на „Синагогенщрасе“ №2, започва да се нарича Старата синагога. Новата синагога се издига на височина 46 m и е сред най-красивите в Германия. Освен това в Кьонигсберг има и хасидска синагога на „Фуерщрасе“, както и синагога „Полнише шул“ на „Вордере Ворщат“, построена през 1855 г. и реконструирана през 1910 г.
През 1933 г., когато НСДАП идва на власт в страната, числеността на еврейското население на Кьонигсберг възлиза на 3170 души. По онова време в Кьонигсберг има 5 синагоги. По време на „Кристалната нощ“ всички кьонигсбергски синагоги са разграбени и опожарени, като след погрома оцелява само тази на „Адат Израел“. Богослужения в нея се извършват до 1942 г.
Последният кьонигсбергски равин на тази синагога (от 1 април 1936 г.) е Йосеф Дунер. В края на август в резултат от бомбардировките на съюзническата британска авиация сградата на последната оцеляла кьонигсбергска синагога е превърната в руини.

## Реконструиране
На 17 октомври 2011 г. в Калининград при тържествена церемония е положен първият крайъгълен камък във фундамента на нова синагога от главния равин на Калининградска област Давид Шведик, като в тържеството участват губернаторът на областта Александър Ярошук и културният аташе на съседна Литва в Калининградска област Романас Сенапедис. Предвидената за възстановяване сграда на новата синагога е разчетена да побира 2 хил. вярващи и ще се издига на мястото на разрушената от британската стратегическа авиация. Пресслужбата на градската администрация излиза със съобщение, че находящият се на това място градски цирк ще бъде преместен в друг район.
Синагогата е открита отново през октомври 2018 година в памет на 80 години от нейното унищожаване.
- Основният камък за реконструкцията на новата синагога
- Новопостроената синагога, август 2018